# Coenzima F420

Estructura de la coenzima F_{420}

La coenzima F420 u 8-hidroxi-5-deazaflavina es una coenzima involucrada en reacciones redox en los organismos metanógenos, en muchas Actinobacterias, y esporádicamente en otros linajes bacterianos. Es un derivado de la flavina.
Esta coenzima funciona como sustrato para las enzimas coenzima F420 deshidrogenasas, 5,10-metilentetrahidrometanopterina reductasa y metilentetrahidrometanopterina deshidrogenasa.
Una fuente natural particularmente rica en coenzima F420 es Mycobacterium smegmatis, en la cual varias docenas de enzimas utilizan F420 en lugar de su cofactor relacionado FMN que utilizan enzimas homólogas de otras especies.